# Fjälkinge backe
Fjälkinge backe är ett naturreservat i Kristianstads kommun, som ligger i anslutning till Fjälkinge. 
Fjälkinge backe är en höjd av urberg som reser sig runt hundra meter över havsnivån.  Fjälkinge backes berggrund består av gnejsgranit och berget går i dagen på flera ställen. Backen är avsatt som naturreservat. Den är belägen på den öppna slätten söder om Oppmannasjön. Backen är väl synlig i landskapet och från toppen har man också god utsikt.
På sluttningarna finns torra och öppna betesmarker med en speciell flora, omfattande bland annat backsippa, och insektsfauna. Toppen är bevuxen med tallskog, medan omgivningarna även är bevuxna med bok, ek och björk. Backen är indelad i små odlingslotter av stengärdsgårdar. Geologiskt är backen blockrik, och här finns till exempel vittringsformer från krittiden, spår av läget för högsta kustlinjen och av vinderosion att studera.
En bit öster om Fjälkinge backe ligger den mindre backen Lilles backe.

## Galleri

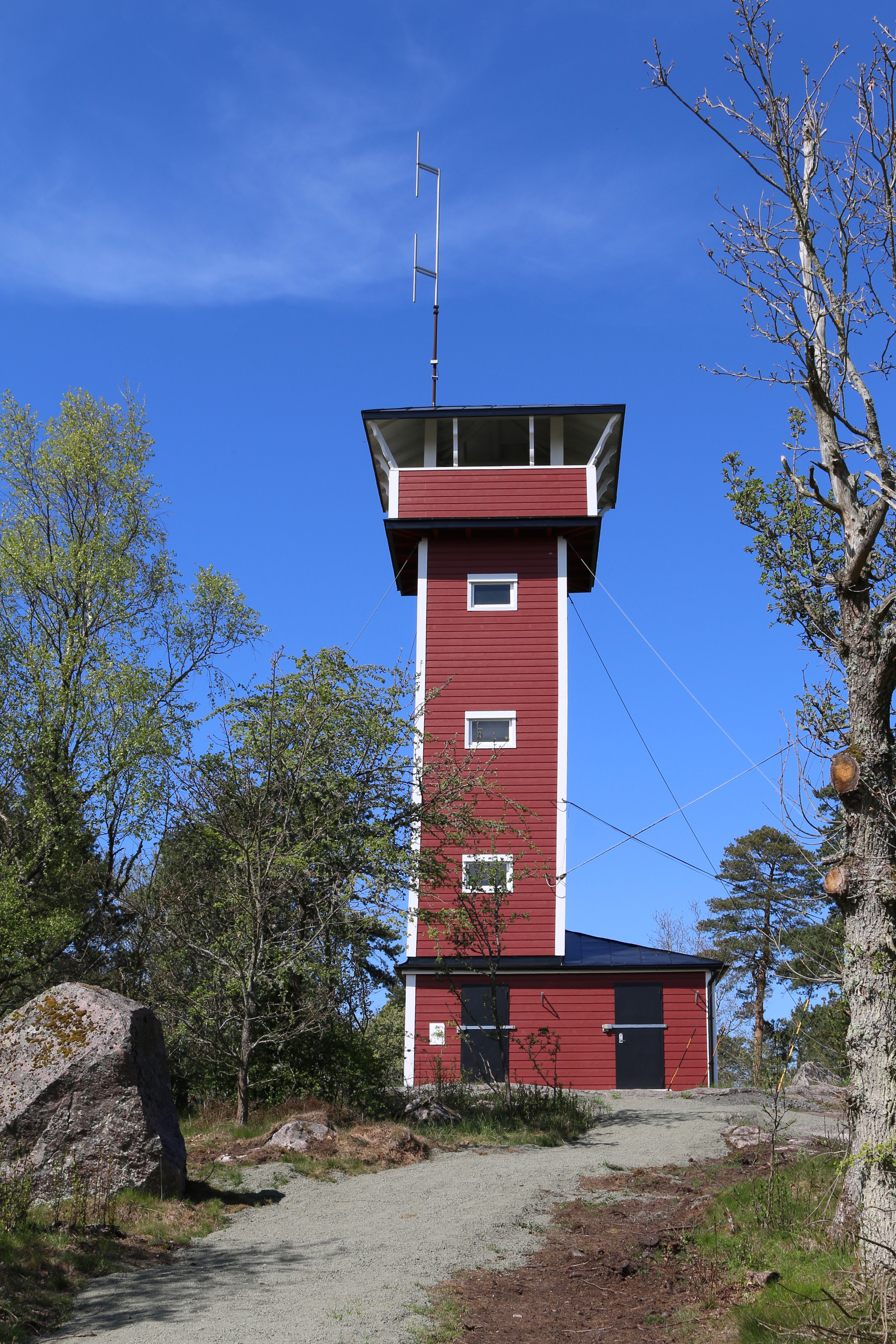
Utsiktstornet.
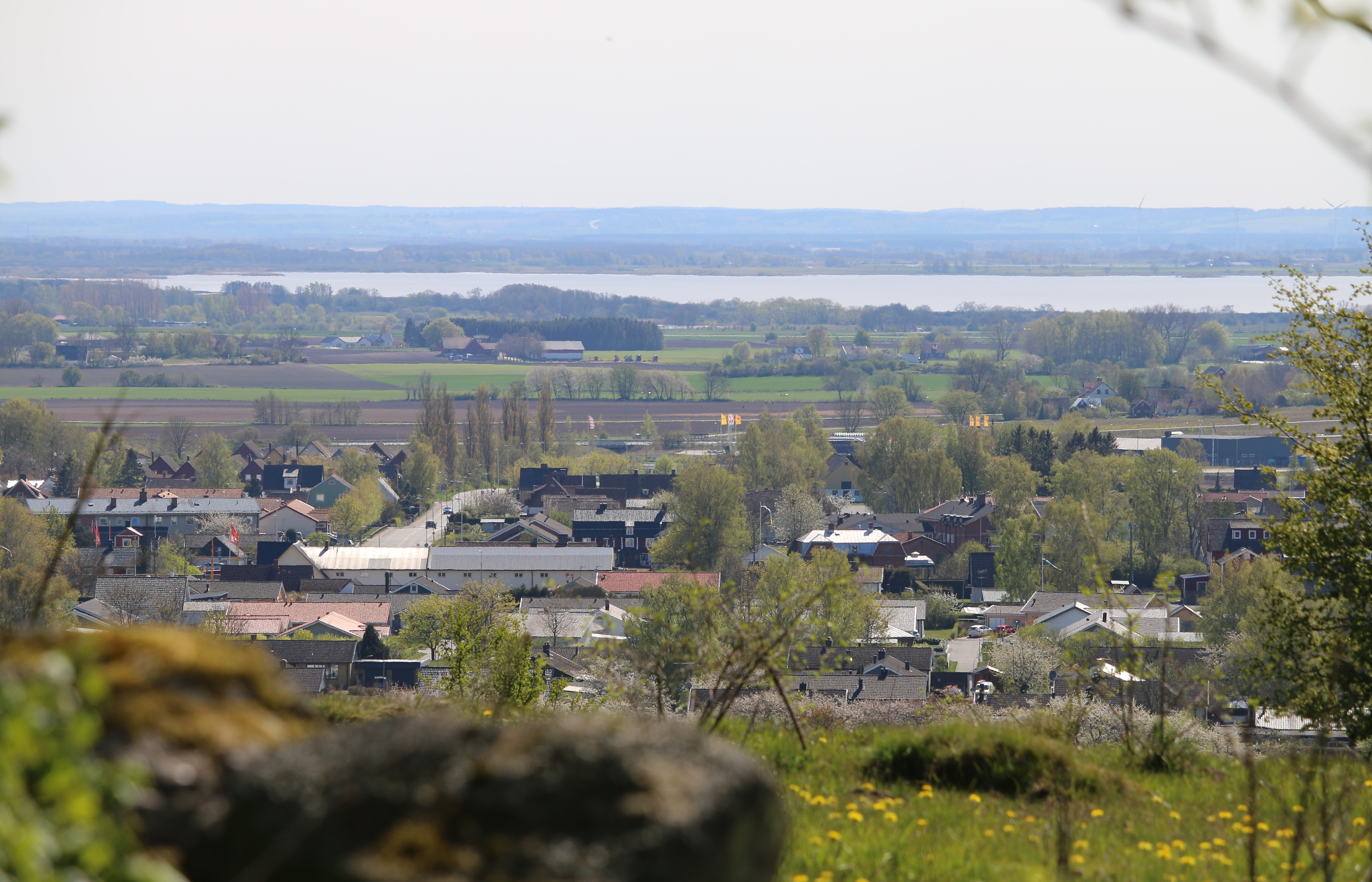
Utsikt mot Fjälkinge.
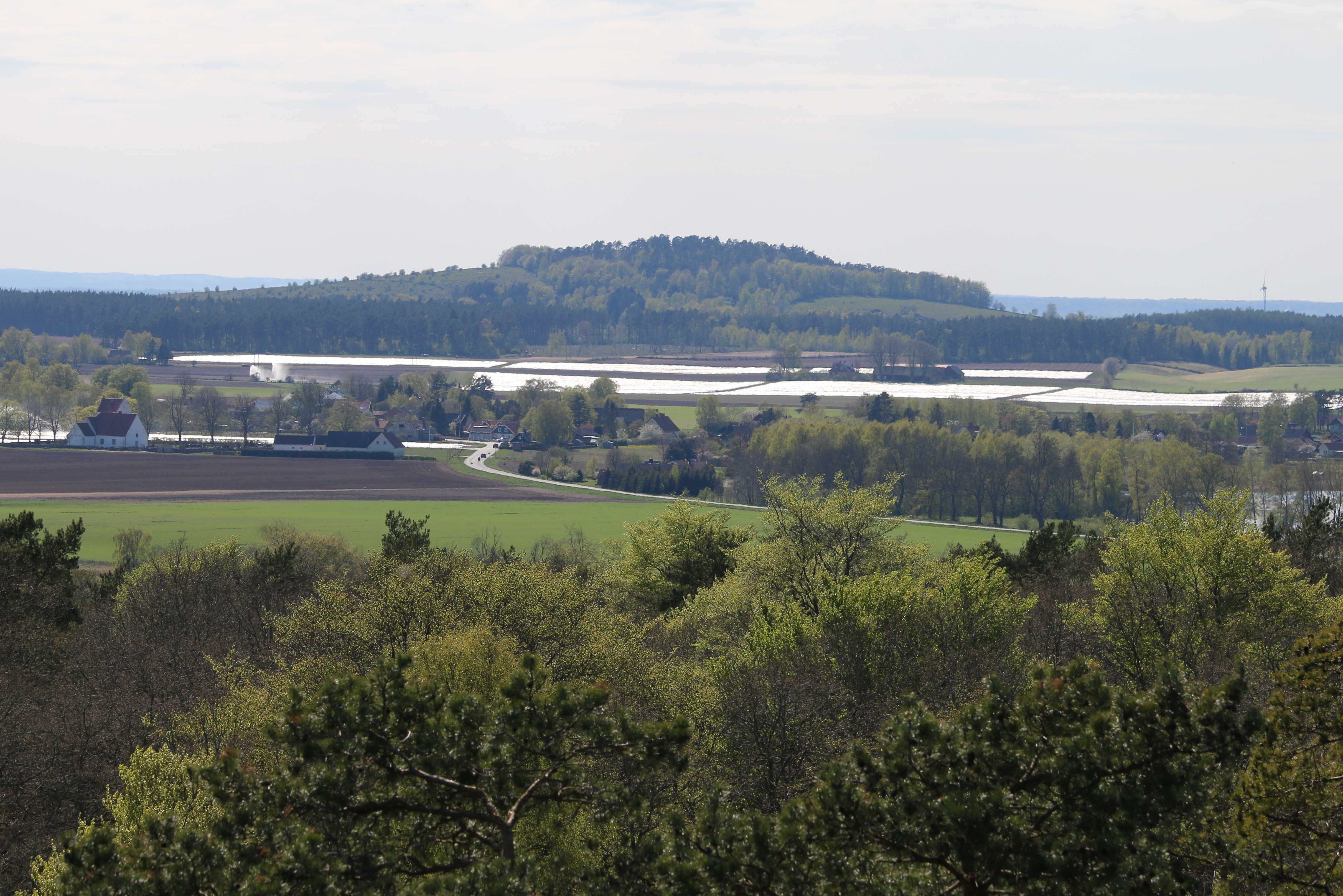
Fjälkinge backe från Kjugekull.